# Christina Bonde
Christina Bonde (28 de setembro de 1973) é uma ex-futebolista dinamarquesa que atuava como meia.

## Carreira
Christina Petersen representou a Seleção Dinamarquesa de Futebol Feminino, nas Olimpíadas de 1996.